# 佩拉 (明尼蘇達州)
佩拉（英語：Peyla）是位於美國明尼蘇達州聖路易斯縣弗米利恩萊克鎮區的一個非建制地區。

## 歷史
佩拉的郵局於1907年成立，其後於1924年停運。此地得名自郵局早期局長彼得·佩拉（Peter Peyla）。

## 地理
佩拉所處的海拔為高於海平面447米（即1467英呎），而該地所採用的時區為UTC-6，即北美中部時區（CST）。同時該地設有夏令時間，為UTC-6調快一小時，即UTC-5（CDT）。